# Duan Ying-Ying
Dans ce nom chinois, le nom de famille, Duan, précède le nom personnel.
Pour les articles homonymes, voir Duan.
Duan Yingying (chinois simplifié : 段 莹莹 ; pinyin : Duàn Yíngyíng), née le 3 juillet 1989 à Tianjin, est une joueuse de tennis chinoise, professionnelle depuis 2012. Elle est surnommée la foudre, pour sa puissance de frappe.

## Carrière

### 2014 - 2016: première finale WTA 125 et premier titre deux ans après en simple
En 2014, elle arrive en finale à Suzhou. Elle bat Ksenia Pervak au premier tour 6-3, 6-4, puis Liu Fangzhou 0-6, 7-6, 6-4, par la suite, elle vainc Patricia Mayr (tête de série numéro deux) en deux sets 6-4, 6-3, par la suite, elle vient à bout de Misa Eguchi 2-6, 6-3, 6-2. À ce stade, elle échoue en finale face à Anna-Lena Friedsam en deux sets 6-1, 6-3. La même année au challenger de Ningbo, elle fait un bon parcours éliminant entre autres Luksika Kumkhum 6-2, 6-2. Elle va échouer face à sa compatriote Wang Qiang sur le score sévère de 6-1, 6-3.
L'année suivante, elle obtient d'assez bons résultats. Elle passe un tour à Wimbledon face à Eugenie Bouchard sur un score sévère de 7-6, 6-4. Elle se fait éliminer par Tatjana Maria en trois sets 6-1, 2-6, 8-10. Lors du tournoi de Tianjin, elle bat Nicole Vaidišová puis Lyudmyla Kichenok avant de perdre contre Jelena Janković. Elle réitère son parcours à Hua Hin où elle élimine Risa Osaki et Kurumi Nara. Elle sera éliminée par Yaroslava Shvedova.
En 2016, elle est éliminée dès les phases de qualifications à l'Open d'Australie en simple mais aussi à Doha face à Wang Qiang. Cette dernière l'éliminera aussi à Kuala Lumpur après que Duan ait éliminé la tête de série numéro 5, Nao Hibino. Lucky looser à Wimbledon, elle élimine en trois manches Kristýna Plíšková au 1er tour 6-3, 3-6, 7-5. Elle buttera par la suite sur Roberta Vinci 6-3, 7-5.
En août, alors classée 163e mondiale, elle remporte son premier titre WTA à Nanchang en battant l'Américaine Vania King en finale 1-6, 6-4, 6-2. Pour cela, elle a aussi éliminé Marina Melnikova via un double 6-2, puis Han Xinyun via le score 3-6, 6-4, 6-2, puis la tête de série numéro 2, Kurumi Nara 6-1, 7-5. Elle passe enfin Misa Eguchi 6-4, 7-6 pour aller en finale et décrocher le titre.
Arrive l'US Open où elle passe par la phase des qualifications. Elle bat Ons Jabeur 5-7, 6-1, 6-4, puis Miyu Kato 7-5, 6-4, par la suite, elle vainc la Suédoise Rebecca Peterson 7-5, 6-3 pour arriver au premier tour. Là, elle élimine Maria Sakkari en trois sets 6-4, 4-6, 6-3. Elle va cependant échouer face à Naomi Osaka en deux sets 6-4, 7-6.

### 2017: un titre en double mais aussi de bons résultats en simple
Qualifiée au tournoi de Sydney, elle assure un bon parcours. Elle élimine Irina Falconi, puis Coco Vandeweghe. Elle sera éliminée par la suite par Agnieszka Radwańska. À l'Open d'Australie, elle passe enfin deux tours. Elle élimine Rebecca Šramková au premier tour sur le score de 6-3 6-4, puis elle vainc Varvara Lepchenko en trois set 6-1, 3-6, 10-8. Elle devra rendre les armes face à Venus Williams sur le score très dur de 6-1, 6-0.
À Kula Lumpur, elle est tête de série (5e). Elle fait honneur à son statut en arrivant jusqu'aux quarts. Elle élimine pour cela Zarina Diyas 7-5, 6-3, puis Sara Sorribes Tormo 6-0, 4-6, 7-5. Elle s'arrête à ce stade échouant face à Magda Linette en trois sets 6-7, 6-4, 1-6. Associée à Han Xinyun, elles passent le premier tour face à Chang Kai-chen - Wang Qiang. Elles vont échouer cependant au tour suivant face à Nicole Melichar - Makoto Ninomiya. Elle arrive à Zhengzhou où elle gagne trois matchs mais sera éliminée par Wang Qiang. Elle se rend ensuite à Eastbourne où elle bat Christina McHale, mais sera défaite par Simona Halep. À Wimbledon, elle chute dès le 1er tour face à Ana Bogdan.
Elle passera un tour à l'US Open face à Claire Liu sur un double 7-6. Elle va cependant échouer au tour suivant face à Garbiñe Muguruza sur le score sans appel de 6-4, 6-0. En Chine, à Dalian, elle passe le premier tour face à Beatrice Gumulya, puis Liu Fangzhou. Mais elle échoue face à Kateryna Kozlova. En fin d'année à Hua Hin, elle est la tête de série numéro 3, elle élimine Emina Bektas et Varatchaya Wongteanchai. Elle va cependant échouer au tour suivant face à Ana Bogdan.
Elle a obtenu cette même année 2017 deux titres. Le premier au tournoi de tennis des championnes à Zuhai, associée à Han Xinyun. Elles battent la paire Lu Jing-Jing - Zhang Shuai sur le score de 6-2, 6-1. Un autre à Hua Hin en catégorie WTA 125, associée à Wang Yafan, elles éliminent la paire Dalila Jakupović - Irina Khromacheva sur un double 6-3.

### 2018: nouveaux titres en double et quelques victoires en simple
Elle se présente à Shenzhen mais sera éliminée au premier tour face à Simona Halep. Elle passe un tour à l'Open d'Australie face à Mariana Duque Mariño, mais se fera éliminer par Jeļena Ostapenko, en lui ayant pris le premier set. Elle poursuit en se qualifiant pour le tournoi de Doha et élimine Ons Jabeur au premier tour. Elle tombera face à la future finaliste Garbiñe Muguruza. Elle échoue aux internationaux de France au premier tour face à la locale Caroline Garcia. Mais en double avec Aliaksandra Sasnovich, elles arrivent en huitième de finale. Elles éliminent Ana Bogdan - Olga Savchuk et la paire tête de série numéro 16 Nadiia Kichenok - Anastasia Rodionova. Elles chuteront face à Andrea Sestini Hlaváčková - Barbora Strýcová. Absente de Wimbledon en simple sur le tabeau principale, en double elle perd dès le premier tour avec la même partenaire face à Ana Bogdan et Kaitlyn Christian.
Lors de la tournée asiatique, elle bat Miyu Kato mais tombe face à Kateryna Kozlova lors du tournoi de Taipei. Mais associée à Wang Yafan. Elles éliminent Han Xinyun - Liang Chen, puis Priscilla Hon - Dalila Jakupović, puis la paire composée des talentueuses taïwanaises Chang Kai-chen - Chuang Chia-jung. Enfin elles obtiennent le titre en double en éliminant Nao Hibino - Oksana Kalashnikova. À Zhengzhou en catégorie WTA 125, elle perd au second tour face à Lu Jiajing en simple. Mais avec la même partenaire en double, elle récidive leur exploit. Elles battent Ayano Shimizu - Olivia Tjandramulia, Jang Su-jeong - Ankita Raina, par la suite, elles vainquent Han Xinyun - Vera Zvonareva et enfin Naomi Broady - Yanina Wickmayer.
Notons qu'elle perd face à Peng Shuai - Yang Zhaoxuan en étant associée à Renata Voráčová lors du tournoi de Shenzhen.

### 2019 - 2021: un titre en double et six finales dans la même discipline (dont les Internationaux de France), résultats mitigés en simple
Elle ne passe que rarement le second tour lors de ces deux années. Elle ne joue même qu'un seul match en 2020, et aucun en 2021.
Mais en double, elle obtient de bons résultats. Associée à Han Xinyun, elle arrive en finale à Anning. Elles perdront face à la paire Peng Shuai - Yang Zhaoxuan sur le score de 7-5, 6-2. Puis avec la même partenaire, elle récidive ce parcours à Strasbourg, mais perdront face à Daria Gavrilova - Ellen Perez sur le score de 6-4, 6-3. Notons aussi la finale perdue avec Yang Zhaoxuan sur le score de 6-3, 6-3 face à Lyudmyla Kichenok - Andreja Klepač lors du tournoi des championnes à Zuhai.
Mais la finale la plus importante perdue fut celle des internationaux de France. Associée à Zheng Saisai elles battent Shuko Aoyama - Lidziya Marozava sur le score de 6-4, 6-7, 7-5. Au second tour, elles battent via le score 6-3, 6-2 les têtes de série numéro 9 Anna-Lena Grönefeld - Demi Schuurs. Puis elles viennent à bout de la paire Daria Kasatkina - Anett Kontaveit via le score en trois sets 5-7, 7-5, 6-4. Par la suite, elles éliminent Gabriela Dabrowski - Xu Yifan, têtes de série numéro 4 sur un score de 6-2, 5-7, 7-5 pour filer en demies finales. Là, elles battent les têtes se série numéro 14 Kirsten Flipkens - Johanna Larsson sur un double 6-4. Elles perdront en finale face à Tímea Babos - Kristina Mladenovic sur le score de 6-2, 6-3.
À Wimbledon, la même paire sera éliminée en huitième par Gabriela Dabrowski et Xu Yifan. Et à l'US Open, elles arriveront en quart de finale éliminées par la paire Elise Mertens - Aryna Sabalenka.
À domicile, associée à Veronika Kudermetova, Duan s'adjuge un nouveau titre (à Wuhan). Elles éliminent Kiki Bertens - Lesley Kerkhove, puis profitent du forfait de la paire Simona Halep - Raluca Olaru, par la suite, elles viennent à bout de Nadiia Kichenok - Abigail Spears. Puis elles balaient la paire Makoto Ninomiya - Yang Zhaoxuan. Elles éliminent la paire Elise Mertens - Aryna Sabalenka afin de décrocher le titre.

## Palmarès

### Titre en simple dames
| No | Date       | Nom et lieu du tournoi         | Catégorie | Dotation  | Surface    | Finaliste  | Score         |          |
| -- | ---------- | ------------------------------ | --------- | --------- | ---------- | ---------- | ------------- | -------- |
| 1  | 01-08-2016 | Jiangxi Women's Open, Nanchang | Intern'l  | 250 000 $ | Dur (ext.) | Vania King | 1-6, 6-4, 6-2 | Parcours |

### Finale en simple dames
Aucune

### Titres en double dames
| No | Date       | Nom et lieu du tournoi    | Catégorie    | Dotation    | Surface    | Partenaire           | Finalistes                     | Score      |          |
| -- | ---------- | ------------------------- | ------------ | ----------- | ---------- | -------------------- | ------------------------------ | ---------- | -------- |
| 1  | 31-10-2017 | WTA Elite Trophy Zhuhai   | Elite Trophy | 2 280 935 $ | Dur (int.) | Han Xinyun           | Lu Jing-Jing Zhang Shuai       | 6-2, 6-1   | Parcours |
| 2  | 29-01-2018 | Taïwan Open Taipei        | Intern'l     | 250 000 $   | Dur (int.) | Wang Yafan           | Nao Hibino Oksana Kalashnikova | 7-64, 7-65 | Parcours |
| 3  | 22-09-2019 | Dongfeng Motor Open Wuhan | Premier 5    | 2 527 250 $ | Dur (ext.) | Veronika Kudermetova | Elise Mertens Aryna Sabalenka  | 7-63, 6-2  | Parcours |

### Finales en double dames
| No | Date       | Nom et lieu du tournoi                  | Catégorie    | Dotation       | Surface      | Vainqueures                           | Partenaire      | Score            |          |
| -- | ---------- | --------------------------------------- | ------------ | -------------- | ------------ | ------------------------------------- | --------------- | ---------------- | -------- |
| 1  | 31-12-2018 | Shenzhen Open Shenzhen                  | Intern'l     | 626 750 $      | Dur (ext.)   | Peng Shuai Yang Zhaoxuan              | Renata Voráčová | 6-4, 6-3         | Parcours |
| 2  | 19-05-2019 | Internationaux de Strasbourg Strasbourg | Intern'l     | 226 750 € $    | Terre (ext.) | Daria Gavrilova Ellen Perez           | Han Xinyun      | 6-4, 6-3         | Parcours |
| 3  | 26-05-2019 | Roland-Garros Paris                     | G. Chelem    | 23 029 029 € $ | Terre (ext.) | Tímea Babos Kristina Mladenovic       | Zheng Saisai    | 6-2, 6-3         | Parcours |
| 4  | 22-10-2019 | WTA Elite Trophy Zhuhai                 | Elite Trophy | 2 419 844 $    | Dur (int.)   | Lyudmyla Kichenok Andreja Klepač      | Yang Zhaoxuan   | 6-3, 6-3         | Parcours |
| 5  | 04-01-2020 | Shenzhen Open Shenzhen                  | Intern'l     | 651 750 $      | Dur (ext.)   | Barbora Krejčíková Kateřina Siniaková | Zheng Saisai    | 6-2, 3-6, [10-4] | Parcours |

### Finale en simple en WTA 125
| No | Date       | Nom et lieu du tournoi     | Catégorie | Dotation  | Surface    | Vainqueure         | Score    |          |
| -- | ---------- | -------------------------- | --------- | --------- | ---------- | ------------------ | -------- | -------- |
| 1  | 01-09-2014 | Suzhou Ladies Open, Suzhou | WTA 125   | 125 000 $ | Dur (ext.) | Anna-Lena Friedsam | 6-1, 6-3 | Parcours |

### Titres en double en WTA 125
| No | Date       | Nom et lieu du tournoi           | Catégorie | Dotation  | Surface    | Partenaire | Finalistes                         | Score     |          |
| -- | ---------- | -------------------------------- | --------- | --------- | ---------- | ---------- | ---------------------------------- | --------- | -------- |
| 1  | 06-11-2017 | Hua Hin Championships Hua Hin    | WTA 125   | 125 000 $ | Dur (ext.) | Wang Yafan | Dalila Jakupović Irina Khromacheva | 6-3, 6-3  | Parcours |
| 2  | 16-04-2018 | Zhengzhou Women's Open Zhengzhou | WTA 125   | 115 000 $ | Dur (ext.) | Wang Yafan | Naomi Broady Yanina Wickmayer      | 7-65, 6-3 | Parcours |

### Finale en double en WTA 125
| No | Date       | Nom et lieu du tournoi | Catégorie | Dotation  | Surface      | Vainqueures              | Partenaire | Score    |          |
| -- | ---------- | ---------------------- | --------- | --------- | ------------ | ------------------------ | ---------- | -------- | -------- |
| 1  | 22-04-2019 | Kunming Open Anning    | WTA 125   | 115 000 $ | Terre (ext.) | Peng Shuai Yang Zhaoxuan | Han Xinyun | 7-5, 6-2 | Parcours |

## Parcours en Grand Chelem

### En simple dames
| Année | Open d'Australie | Open d'Australie      | Internationaux de France | Internationaux de France | Wimbledon       | Wimbledon        | US Open         | US Open            |
| ----- | ---------------- | --------------------- | ------------------------ | ------------------------ | --------------- | ---------------- | --------------- | ------------------ |
| 2012  | —                | —                     | —                        | —                        | —               | —                | Q2              | Kirsten Flipkens   |
| 2013  | —                | —                     | —                        | —                        | —               | —                | 1er tour (1/64) | Caroline Wozniacki |
| 2014  | 1er tour (1/64)  | Olga Govortsova       | —                        | —                        | —               | —                | 1er tour (1/64) | Alla Kudryavtseva  |
| 2015  | 1er tour (1/64)  | Bethanie Mattek-Sands | Q1                       | Victoria Kan             | 2e tour (1/32)  | Tatjana Maria    | Q2              | Naomi Broady       |
| 2016  | Q2               | Arina Rodionova       | —                        | —                        | 2e tour (1/32)  | Roberta Vinci    | 2e tour (1/32)  | Naomi Osaka        |
| 2017  | 3e tour (1/16)   | Venus Williams        | 1er tour (1/64)          | Tatjana Maria            | 1er tour (1/64) | Ana Bogdan       | 2e tour (1/32)  | Garbiñe Muguruza   |
| 2018  | 2e tour (1/32)   | Jeļena Ostapenko      | 1er tour (1/64)          | Caroline Garcia          | Q2              | Bianca Andreescu | —               | —                  |
| 2019  | Q1               | Natalia Vikhlyantseva | —                        | —                        | —               | —                | —               | —                  |
| 2020  | —                | —                     |                          |                          | Annulé          | Annulé           |                 |                    |

N.B. : à droite du résultat se trouve le nom de l'ultime adversaire.

### En double dames
| Année | Open d'Australie         | Open d'Australie        | Internationaux de France   | Internationaux de France  | Wimbledon                    | Wimbledon              | US Open                  | US Open                 |
| ----- | ------------------------ | ----------------------- | -------------------------- | ------------------------- | ---------------------------- | ---------------------- | ------------------------ | ----------------------- |
| 2017  | —                        | —                       | 3e tour (1/8) Peng S.      | I.-C. Begu Zheng S.       | 1er tour (1/32) Liang C.     | Chang K-c. S. Stephens | —                        | —                       |
| 2018  | —                        | —                       | 3e tour (1/8) A. Sasnovich | A. Hlaváčková B. Strýcová | 1er tour (1/32) A. Sasnovich | A. Bogdan K. Christian | 2e tour (1/16) S. Aoyama | L. Hradecká E. Makarova |
| 2019  | 1er tour (1/32) V. Lapko | S. Cîrstea J. Ostapenko | Finale Zheng S.            | K. Mladenovic T. Babos    | 3e tour (1/8) Zheng S.       | G. Dabrowski Xu Y.     | 1/4 de finale Zheng S.   | E. Mertens A. Sabalenka |
| 2020  | 1er tour (1/32) Zheng S. | H. Carter L. Stefani    | —                          | —                         | Annulé                       | Annulé                 | —                        | —                       |
| 2021  | 1er tour (1/32) Zheng S. | A. Krunić M. Trevisan   |                            |                           |                              |                        |                          |                         |

N.B. : le nom de la partenaire se trouve sous le résultat ; le nom des ultimes adversaires se trouve à droite.

### En double mixte
| Année | Open d'Australie             | Open d'Australie             | Internationaux de France | Internationaux de France | Wimbledon                | Wimbledon            | US Open                    | US Open                      |
| ----- | ---------------------------- | ---------------------------- | ------------------------ | ------------------------ | ------------------------ | -------------------- | -------------------------- | ---------------------------- |
| 2019  | —                            | —                            | —                        | —                        | 2e tour (1/16) D. Sharan | Eden Silva Evan Hoyt | 2e tour (1/8) M. Demoliner | Květa Peschke Wesley Koolhof |
| 2020  | 1er tour (1/16) M. Demoliner | Chan Hao-ching Michael Venus | Annulé                   | Annulé                   | Annulé                   | Annulé               | Annulé                     | Annulé                       |
| 2021  | 1er tour (1/16) R. Bopanna   | Mattek-Sands Jamie Murray    |                          |                          |                          |                      |                            |                              |

N.B. : le nom du partenaire se trouve sous le résultat ; le nom des ultimes adversaires se trouve à droite.

## Parcours en «Premier Mandatory» et «Premier 5»
Découlant d'une réforme du circuit WTA inaugurée en 2009, les tournois WTA « Premier Mandatory » et « Premier 5 » constituent les catégories d'épreuves les plus prestigieuses, après les quatre levées du Grand Chelem.

### En simple dames
| Année |              | Premier Mandatory            | Premier Mandatory        | Premier Mandatory | Premier Mandatory            |       | Premier 5 | Premier 5                  | Premier 5  | Premier 5 | Premier 5 | Premier 5                  | Premier 5                  |
| Année | Indian Wells | Miami                        | Madrid                   | Pékin             |                              | Dubaï | Rome      | Canada                     | Cincinnati | Wuhan     | Wuhan     |                            |                            |
| Année | Indian Wells | Miami                        | Madrid                   | Pékin             | Doha                         |       | Rome      | Canada                     | Cincinnati | Wuhan     | Wuhan     |                            |                            |
| Année | Indian Wells | Miami                        | Madrid                   | Pékin             |                              |       | Rome      | Canada                     | Cincinnati | Wuhan     | Wuhan     |                            |                            |
| 2016  |              |                              |                          |                   | 1er tour (1/32) M. Keys      |       |           |                            |            |           |           |                            |                            |
| 2017  |              |                              | 2e tour (1/32) A. Kerber |                   | 2e tour (1/16) E. Vesnina    |       |           |                            |            |           |           | 1er tour (1/32) E. Vesnina | 1er tour (1/32) E. Vesnina |
| 2018  |              | 1er tour (1/64) Kr. Plíšková |                          |                   | 1er tour (1/32) D. Cibulková |       |           | 2e tour (1/16) G. Muguruza |            |           |           |                            |                            |

Sous le résultat, l’ultime adversaire.

## Parcours aux Jeux olympiques

### En double dames
| # | Date       | Nom de l'olympiade         | Surface    | Résultat        | Partenaire   | Ultimes adversaires                   | Score    |          |
| - | ---------- | -------------------------- | ---------- | --------------- | ------------ | ------------------------------------- | -------- | -------- |
| 1 | 31/07/2021 | Olympic Tennis Event Tokyo | Dur (ext.) | 1er tour (1/16) | Zheng Saisai | Karolína Plíšková Markéta Vondroušová | 6-2, 6-1 | Parcours |

## Classements WTA en fin de saison
| Année          | 2007 | 2008 | 2009 | 2010 | 2011 | 2012 | 2013 | 2014 | 2015 | 2016 | 2017 | 2018 | 2019 | 2020 | 2021 |
| Rang en simple | 889  | 821  | 400  | 350  | 378  | 128  | 173  | 124  | 117  | 102  | 95   | 140  | 389  | 565  | 879  |
| Rang en double | 839  | 775  | 877  | 738  | 481  | 336  | -    | -    | -    | 651  | 201  | 59   | 17   | 18   | 119  |

source : (en) Classements de Duan Ying-Ying sur le site officiel de la Fédération internationale de tennis